# Begonia trianae
Espèce
Synonymes
- Casparya trianae A. DC.[2]
- Casparya trianae A.DC.[1]

Begonia trianae est une espèce de plantes de la famille des Begoniaceae. Ce bégonia est originaire de Colombie. L'espèce fait partie de la section Casparya. Elle a été décrite en 1859 sous le basionyme de Casparya trianae par Alphonse Pyrame de Candolle (1806-1893), puis recombinée dans le genre Begonia en 1894 par Otto Warburg (1859-1938). L'épithète spécifique trianae signifie « de Triana » en hommage au naturaliste colombien José Jerónimo Triana,.

## Répartition géographique
Cette espèce est originaire du pays suivant : Colombie.